# Stundung (Steuerrecht)
Stundung im abgabenrechtlichen Sinne bezeichnet die Verschiebung der Fälligkeit eines Steueranspruches in die Zukunft. Anders als die Stundung im schuldrechtlichen Sinne stellt die Stundung von Steuern einen Verwaltungsakt dar. Das gilt für die Gewährung, aber auch die Ablehnung des Antrags.

## Stundung von Steuern im Allgemeinen
Gem. § 222 Abgabenordnung können die Finanzbehörden Ansprüche aus dem Steuerschuldverhältnis ganz oder teilweise stunden, wenn die Einziehung bei Fälligkeit eine erhebliche Härte für den Schuldner bedeuten würde und der Anspruch durch die Stundung nicht gefährdet erscheint. Die Stundung soll in der Regel nur auf Antrag und gegen Sicherheitsleistung gewährt werden. Die Sicherheitsleistung kann z. B. in Form einer Sicherungshypothek erfolgen. Steueransprüche gegen den Steuerschuldner können nicht gestundet werden, soweit ein Dritter (Entrichtungspflichtiger) die Steuer für Rechnung des Steuerschuldners zu entrichten, insbesondere einzubehalten und abzuführen hat. Die Stundung des Haftungsanspruchs gegen den Entrichtungspflichtigen ist ausgeschlossen, soweit er Steuerabzugsbeträge einbehalten oder Beträge, die eine Steuer enthalten, eingenommen hat.

## Verrechnungsstundung
Auch Technische Stundung oder Stundung aus sachlichen Gründen genannt, ist die einfachste Form der Stundung. Sie wird im Gegensatz zu einer echten Stundung zunächst ohne Zinsen gewährt. Sie kommt in Betracht, wenn eine Schuld besteht und gleichzeitig eine vorhersehbare Möglichkeit zur Verrechnung der Abgabenschuld mit einem Steuererstattungsanspruch besteht (Überbrückungsstundung).

### Hintergrund
Die sofortige Einziehung der Steuerschuld würde für den Steuerschuldner eine erhebliche Härte darstellen, wenn dem Steueranspruch mit an Sicherheit grenzender Wahrscheinlichkeit ein entsprechender Steuererstattungsanspruch gegenübersteht.. Es wird dabei davon ausgegangen, dass sich aus dem Rechtsgrundsatz „Treu und Glauben“ ableiten lässt, dass das Finanzamt arglistig handeln würde, wenn es eine Steuer fordern würde, die es eigentlich sofort wieder erstatten müsste. Der Steuerpflichtige hat die Pflicht bei der Ermittlung des Gegenanspruches mitzuwirken. Bei bloß angemeldetem Steuerguthaben ohne finanzamtliche Anerkennung fehlt es an einer Aufrechnungslage gem. § 226 Abs. 3 AO, so dass auch eine Verrechnungsstundung ausscheidet. Im Zweifelsfall kann die Stundung verweigert werden.

### Beispiel
Eine Umsatzsteuerjahreserklärung und eine Einkommensteuererklärung werden gleichzeitig eingereicht. Mit der Umsatzsteuerjahreserklärung meldet der Unternehmer eine Zahllast an, die er binnen eines Monats ohne weitere Aufforderung durch das Finanzamt zu überweisen hat, § 18 Abs. 4 Umsatzsteuergesetz (UStG).
Aufgrund der Einkommensteuererklärung erwartet der Steuerpflichtige dagegen eine Steuererstattung § 36 Abs. 4 Einkommensteuergesetz (EStG).
Der Steuerpflichtige kann beantragen, dass die Umsatzsteuerschuld zinslos gestundet wird, bis die Einkommensteuererstattung feststeht und die Verrechnung erfolgen kann. In der Regel wird die Bearbeitung der Einkommensteuererklärung (Veranlagung) in diesen Fällen vorgezogen, damit die zinslose Stundung nicht zu Unrecht erfolgt.
Eine nachträgliche Verzinsung der gestundeten Beträge erfolgt, wenn der Steuererstattungsanspruch geringer ist, als ursprünglich erwartet. Verzinst wird der nicht getilgte Teilbetrag. Eine Verzinsung ist aber auch möglich, wenn z. B. das Guthaben ganz oder teilweise nach § 233a AO verzinst wurde. Diesen Guthabenzinsen werden zu zahlende Stundungszinsen gegengerechnet.

### Besonderheiten bei Verrechnungsstundungen bei der Umsatzsteuer
Bei Umsatzsteuervoranmeldungen und Umsatzsteuererklärungen (Jahreserklärung) gibt es einige Besonderheiten, die im Zusammenhang mit Verrechnungsstundungen von Bedeutung sind. 

#### Zahllasten bei Umsatzsteuervoranmeldungen
Bei Umsatzsteuervoranmeldungen (monatlichen wie vierteljährlichen Meldungen) ist die Umsatzsteuerzahllast am 10. Tag nach Ablauf des jeweiligen Voranmeldezeitraums zu entrichten, § 18 Abs. 1 Satz 3 UStG. Ist ein SEPA-Lastschriftmandat erteilt, erfolgt automatisch ein Einzug vom Bankkonto auch wenn man gleichzeitig einen Antrag beim Finanzamt auf Verrechnungsstundung mit zukünftigen Guthaben oder Guthaben eines anderen Steuerkontos (z. B. Ehegatten, Organschaften etc.) gestellt hat.

Um dies zu vermeiden, kann man im Rahmen der Umsatzsteuervoranmeldung angeben, dass ein Einzug vom Bankkonto ausnahmsweise nicht erfolgen soll z. B. Umsatzsteuervoranmeldung 2024 Zeile 53 bzw. Zeile 10 bei dem „Antrag auf Dauerfristverlängerung“ 2024 (auch bei elektronischer Anmeldungen auswählbar). 

#### Guthaben bei Umsatzsteuervoranmeldungen
Bei der Anmeldung von Umsatzsteuerguthaben gilt die Besonderheit, dass Guthaben nur nach Prüfung und Zustimmung des Finanzamtes zur Auszahlung kommen (Betrugsschutz), § 168 Satz 2 AO. Im Falle einer Zustimmung erfolgt die Erstattung regelmäßig vollautomatisch auf das Bankkonto des Unternehmers. Auch hier kann es, selbst bei gleichzeitigem Antrag auf Verrechnung des Guthabens mit anderen Beträgen (z. B. einer anderen Steuernummer), es aufgrund einer vollmaschinellen Zustimmung dazu kommen, dass das Guthaben nicht (mehr) zur Verrechnung benutzt werden kann.

Um dies zu vermeiden, kann man im Rahmen der Umsatzsteuervoranmeldung angeben, dass eine Verrechnung des Guthabens gewünscht ist und es daher zu keiner vollmaschinellen Erstattung kommen soll z. B. Umsatgzsteuervoranmeldung 2024 Zeile 52 bzw. Zeile 9 bei dem „Antrag auf Dauerfristverlängerung“ 2024 (auch bei elektronischer Anmeldungen auswählbar).

#### Guthaben bei der Umsatzsteuererklärung (Jahreserklärung)
Wie auch bei der Umsatzsteuervoranmeldung wird ein selbst berechnetes Guthaben bei der Umsatzsteuererklärung erst nach Zustimmung des Finanzamtes fällig und ausgezahlt, § 168 Satz 2 AO. 

Auch hier gibt es die Möglichkeit eine vollmaschinelle Erstattung auf das Bankkonto des Unternehmers zu verhindern, indem eine entsprechende Angabe bei der Erklärung gemacht wird, z. B. Umsatzsteuererklärung 2024 Zeile 18 (auch bei elektronischer Erklärung auswählbar). 
Ein Ausschluss eines Bankeinzuges bei erteilten SEPA-Mandat ist hier aber nicht möglich.

## Stundung aus persönlichen Billigkeitsgründen (z.B. bei finanzieller Notlage)
Eine Stundung aus persönlichen Billigkeitsgründen kann nur gegen Zinsen (§ 234 Abs. 1 Satz 1 AO) nur zur Überbrückung einer vorübergehenden finanziellen Notlage gewährt werden (Stundungsbedürftigkeit). Die finanzielle Notlage darf der Steuerschuldner nicht selbst schuldhaft herbeigeführt haben (Stundungswürdigkeit). Der Steueranspruch darf durch die Stundung auch nicht gefährdet werden (§ 222 Satz 1 AO). Nur wenn Stundungsbedürftigkeit und Stundungswürdigkeit gleichzeitig vorliegen, kommt eine Stundung aus persönlichen Gründen in Betracht. Die Entscheidung selbst ist eine Ermessensentscheidung (§ 5 AO), bei der das Finanzamt alle Gründe, die für eine Stundung oder gegen diese sprechen zu ermitteln und zu gewichten hat.
Von Bedeutung ist auch, um welche Art von Steuer es sich handelt, da es Steuern gibt, die grundsätzlich nicht gestundet werden dürfen oder nur in Ausnahmefällen gestundet werden.

### Stundungsbedürftigkeit
Die Stundungsbedürftigkeit ist gegeben, wenn die sofortige Einziehung der Steuerschuld für den Steuerschuldner eine erhebliche Härte bedeuten würde. Eine erhebliche Härte liegt dann vor, wenn die sofortige Zahlungsverpflichtung den Steuerschuldner seiner wirtschaftlichen Existenz berauben würde. Der Steuerschuldner sollte daher durch Belege deutlich machen, dass er sich in einer vorübergehenden finanziellen Krise befindet, die sich aber in nächster Zeit beheben wird. Der Steueranspruch muss dabei allen anderen Verpflichtungen des Steuerbürgers gleichgestellt werden. Es ist dem Steuerpflichtigen daher ohne weiteres zuzumuten, dass er einen Kredit aufnimmt, um seine Steuerschuld zu tilgen. Dabei sollte beachtet werden, dass aufgrund des geringen Jahreszinssatzes von 6 % (0,5 % pro angefangenen Monat) es häufig vorkommt, dass Steuerschuldner versuchen, ihre privaten Schulden zu tilgen, während sie sich ihre Steuerschulden vom Finanzamt günstig stunden lassen. Diese Form des Cash Managements auf Kosten des Finanzamtes ist natürlich nicht erwünscht.

### Stundungswürdigkeit
Der Steuerschuldner darf die finanzielle Notlage nicht selbst herbeigeführt haben.
In folgenden Fällen wäre eine Stundungswürdigkeit beispielsweise grundsätzlich gegeben:
- Durch gesundheitliche Gründe wurden Rücklagen, die für die erwartete Steuernachzahlung angespart worden sind, aufgebraucht.
- Das Finanzamt streicht überraschend Werbungskosten, wodurch es zu einer Steuernachzahlung kommt. Erwartet wurde eine Steuererstattung.
- Nach einer Betriebsprüfung kommt es zu einer erheblichen Nachzahlung. Steuerhinterziehung liegt nicht vor.

In folgenden Fällen wäre Stundungswürdigkeit in der Regel zu verneinen oder wäre fraglich:
- Fälle der Steuerhinterziehung[8][9]
- Die Veranlagung führt zu einer hohen Steuernachzahlung. Offensichtlich wurden die Einkommensteuervorauszahlungen aufgrund falscher Angaben des Steuerpflichtigen viel zu niedrig festgesetzt.
- Die Verletzung der Steuererklärungspflichten und dadurch verspätete Festsetezung eines Nachzahlungsbetrages.(Nicht aber ein schlechtes Erklärungsverahlten im Allgemeinen. Es muss ein direkter Zusammenhang zwischen verspäteter Abgabe, Nachzahlung und Zahlungsschwierigkeiten bestehen).[10]

### Stundungszinsen
Für die Dauer einer Stundung werden Zinsen erhoben (§ 234 AO). Wird der Steuerbescheid nach Ablauf der Stundung aufgehoben, geändert oder nach § 129 AO berichtigt, so bleiben die bis dahin entstandenen Zinsen unberührt (sogenannte Sollverzinsung). Auch eine vorzeitige Tilgung führt nicht automatisch zu einer Anpassung der festgesetzten Zinsen, Anwendungserlass zur Abgabenordnung (AEAO) zu § 234 Tz. 1 (Abschnitt 172). Auf die Zinsen kann ganz oder teilweise verzichtet werden, wenn ihre Erhebung nach Lage des Einzelfalles unbillig wäre (§ 234 Absatz 2 AO). Wie bei anderen Zinsen nach der Abgabenordnung betragen die Stundungszinsen 0,5 % des auf den nächsten durch 50 teilbaren abgerundeten Betrages pro vollen Monat, § 238 und § 239 AO. Einzelheiten hierzu finden sich im Anwendungserlass zur Abgabenordnung zu § 234 AO (Abschnitt 172).

### Stundungszeitraum
Eine Stundung kann nur gewährt werden, wenn der Steueranspruch nicht gefährdet erscheint (siehe § 222 Satz 1 AO) und der Steuerpflichtige durch die Stundung nicht besser gestellt wird als der normale Steuerpflichtige. Deshalb gewährt die Steuerverwaltung in der Regel nur eine Stundung über einen Zeitraum von sechs Monaten. Damit wird vermieden, dass das Finanzamt zum günstigen Kreditgeber wird.

### Sicherheitsleistungen
Die Stundung soll in der Regel nur gegen Sicherheitsleistung gewährt werden, § 222 Satz 2 AO. Was unter einer Sicherheitsleistung im Sinne der Abgabenordnung zu verstehen ist, steht in den § 241 bis § 248 AO. Dazu gehören z. B. Hypotheken, Grund- oder Rentenschulden, § 241 Abs. 1 Nr. 5a AO.
Üblich sind Sicherheitsleistungen aber nur bei höheren Beträgen.

### Stundung von Entrichtungsschulden
Wenn ein Dritter die Steuerschuld für den eigentlichen Schuldner abzuführen hat (Entrichtungsschuldner) darf nicht gestundet werden, (§ 222 Satz 3 AO). Dies betrifft insbesondere:
- Die Lohnsteuer, die der Arbeitgeber für den Arbeitnehmer abzuführen hat (§ 38 Abs. 2 und 3 EStG).
- Die Kapitalertragsteuer, § 44 Abs. 1 Satz 1 und 3 EStG.
- Den Steuerabzug bei Bauleistungen (Bauabzugsteuer), § 48 Abs. 1 Satz 1 EStG

### Stundung der Umsatzsteuer
Grundsätzlich kann eine Umsatzsteuerzahllast gestundet werden. Es ist aber gängige Verwaltungspraxis, dies nicht zu tun. Man geht davon aus, dass der Unternehmer die Umsatzsteuer lediglich für den Staat von seinen Umsätzen einbehält. Diese Gelder sind nur noch durch diesen abzuführen. Sie dürfen daher nicht vom Unternehmer zu eigenen Zwecken „missbraucht“ werden. Es spielt auch keine Rolle, wenn der Unternehmer z. B. verschuldet ist. Er hat die Umsatzsteuer unabhängig von seiner finanziellen Lage an das zuständige Finanzamt abzuführen.
Eine Ausnahme kann vorliegen, wenn die Umsatzsteuerschuld sich aufgrund einer Betriebsprüfung ergeben hat und dies nicht vorhersehbar war. Dies kann zum Beispiel der Fall sein, wenn bei einer Betriebsprüfung festgestellt wird, dass Vorsteuerbeträge zu Unrecht in Anspruch genommen wurden, da die Eingangsrechnungen nicht den Vorgaben des Umsatzsteuergesetzes genügen, § 14, § 15 UStG.

## Der Stundungsantrag
Die Stundung sollte beantragt werden, bevor die Steuerschuld fällig wird. Also in der Regel sobald ein Steuerbescheid vorliegt, aus dem sich die Steuerschuld ergibt. Im Falle der echten Stundung sollte die erste Stundungsrate ohne Zinsen sofort überwiesen werden und gleichzeitig der Stundungsantrag eingereicht werden. Durch die Zahlung der ersten Stundungsrate wirkt man dem Eindruck entgegen, dass der Steueranspruch gefährdet ist. Es ist auch empfehlenswert, den Stundungsantrag vorab mit dem zuständigen Bearbeiter telefonisch abzustimmen.

### Beginn der Stundung
Die Stundung wird grundsätzlich nicht rückwirkend gewährt. Ist eine Steuerschuld also schon fällig und geht beim Finanzamt danach erst ein Stundungsantrag ein, kann die Stundung frühestens mit Wirkung ab dem Tag des Einganges des Antrages gewährt werden (Abschnitt 178 Nr. 6a AEAO 4. Absatz). Da Säumniszuschläge pro angefangenen Monat der Säumnis entstehen, sollte der Stundungsantrag daher vor der Fälligkeit der Steuerschuld gestellt werden.

### Höhe der Stundungsraten
Bei Stundungen über mehrere Raten ist zu beachten, dass die Finanzämter angewiesen sind für die ersten Stundungsraten nur Stundungsbeträge zu gewähren, die durch 50,- Euro teilbar sind, da dies Auswirkung auf die Zinsfestsetzung hat, AEAO zu § 234, Tz. 9 Abs. 2 Satz 2. Der „Abrundungsrest“ also der nicht durch 50,- Euro teilbare Restbetrag entfällt daher immer auf die letzte Rate. Die AEAO zu § 234 führt hierzu auch Beispiele an.

### Folgen bei Ablehnung der Stundung
Die Finanzbehörde entscheidet über den Stundungsantrag entweder durch den Erlass eines Stundungsbescheides oder durch den Erlass eines Ablehnungsbescheides. Gegen beide kann der Antragsteller ggf. einen Rechtsbehelf nach § 347 AO einlegen. Sollte der Stundungsantrag abgelehnt werden, gewährt das Finanzamt aber grundsätzlich einen Zahlungsaufschub bis zu einer Woche ab Datum des Ablehnungsbescheides, Abschnitt 178 Nr. 2. Absatz 6a AEAO.

### Verfallklausel und Widerruf der Stundung
Der Stpfl. kann sich schnell um den Vorteil der ihm gewährten Stundung bringen, wenn er die Tilgungsmodalitäten (Sicherheiten, Nachweise, Einhaltung der pünktlichen Ratenzahlung und vollständige Zahlung der jeweiligen Rate) nicht beachtet oder neue Steuerrückstände entstehen lässt. In diesem Fall kann eine Stundung mit Wirkung für die Zukunft widerrufen werden, § 131 Abs. 2 AO. Das Finanzamt kann den Stundungsbescheid aber auch mit Nebenbestimmungen versehen haben. So ist es möglich einen Stundungsbescheid unter der auflösenden Bedingung zu erlassen, dass im Falle einer nicht fristgerechten Tilgung der Stundungsbescheid ohne Erlass eines weiteren Bescheides automatisch als widerrufen gilt, § 120 AO. Das Finanzamt kann sich aber auch lediglich vorbehalten im Falle einer Nichterfüllung einer Bedingung die Stundung zu widerrufen. Die möglichen Arten von Nebenbestimmungen sind vielfältig.
In diesen Fällen droht der sofortige Beginn von Vollstreckungsmaßnahmen, da die Steuerschulden fällig sind und zur Leistung in der Regel bereits z. B. im Rahmen einer Mahnung, einer Vollstreckungsankündigung oder eines Steuerbescheides aufgefordert worden ist und seitdem in der Regel bereits mehr als eine Woche vergangen ist, § 254 Abs. 1 Satz 1 AO.

## Der Vollstreckungsaufschub (Ratenzahlung)
Wenn eine Stundung abgelehnt wird, kann man versuchen, mit der zuständigen Vollstreckungsstelle eine Ratenzahlung in Verbindung mit einem Vollstreckungsaufschub nach § 258 AO zu vereinbaren. Die Anforderungen werden in den sogenannten Vollsstreckungsanweisungen konkretisiert.  Rechtlich ist dies keine Vereinbarung, sondern ein begünstigender Verwaltungsakt. Einwendungen gegen die Steuerschuld können wegen § 256 AO nicht den Vollstreckungsaufschub rechtfertigen. Auch wenn die Abgabenordnung bzw. der Anwendungserlass zur Abgabenordnung (AEAO) nicht explizit zwischen einer Stundung und einer Ratenzahlung unterscheidet, wird dies in der Praxis als Ratenzahlung bezeichnet. Die Vollstreckungsstelle wird in diesem Falle keine weiteren Vollstreckungsmaßnahmen veranlassen. Im Ergebnis erreicht man eine Stundung. Zunächst fallen allerdings weiterhin Säumniszuschläge von 1 % nach § 240 AO pro angefangenen Monat der Säumnis an. Nach Tilgung der Hauptschulden können die bis dahin entstandenen Säumniszuschläge auf Antrag zur Hälfte erlassen werden (Abschnitt 178 Nr. 5d AEAO). Der Erlassantrag kann zusammen mit dem Antrag auf Ratenzahlung gestellt werden.

## Verwertungsaufschub
Gemäß § 297 AO kann zeitweilig von der Verwertung gepfändeter Sachen abgesehen werden.